# Anton Kadunc
Anton Kadunc, slovenski gradbenik, * 27. oktober 1890, Ljubljana, † 4. oktober 1974, São Paulo, Brazilija. 
Leta 1923 se je izselil v Brazilijo in tam 1925 ustanovil lastni projektantski biro. Kadunc je v Braziliji postal avtor več javnih zgradb, predvsem osnovnih in srednjih šol ter visokošolskih ustanov in inštitutov. 